# Asambleas Espirituales Nacionales
Las Asambleas Espirituales Nacionales son los órganos de gobierno a nivel nacional de la Fe bahá'í.
Están formados por 9 bahá'ís, quienes son elegidos democráticamente por todos los bahá'ís mayores de 21 años mediante un sufragio indirecto, en cualquier país con una cierta cantidad de Asambleas Espirituales Locales. Las votaciones son secretas, y están prohibidas las candidaturas o la petición de los votos por parte de los individuos. Los creyentes tienen la responsabilidad de escoger libremente a las personas que consideren con las mejores capacidades para desarrollar ese cargo.
Las Asambleas Espirituales Nacionales son elegidas anualmente en una Convención Nacional bahá'í que tiene lugar algunos de los días que dura la Festividad de Ridván, es decir, entre el 21 de abril y el 2 de mayo. Los miembros elegidos ejercen como miembros de la Asamblea por un plazo de un año, hasta la próxima elección. En la Convención, aparte de elegirse la Asamblea, también se tratan diversos asuntos de transcendencia para los bahá'ís del país, para llevar a la atención de la Asamblea entrante. Asimismo cada país redacta una carta a la Casa Universal de Justicia para informarle de los hechos que tuvieron lugar en la Convención.
Los miembros de las Asambleas Espirituales Nacionales no tienen ningún rango ni posición dentro de la comunidad. Tan sólo son 9 creyentes escogidos por la comunidad para encargarse de las necesidades básicas que pueda tener.
A nivel local, también existen unos órganos denominados Asambleas Espirituales Locales, y a nivel internacional está la Casa Universal de Justicia
- Datos: Q1537843